# 33942 Davidmiller
33942 Davidmiller è un asteroide della fascia principale. Scoperto nel 2000, presenta un'orbita caratterizzata da un semiasse maggiore pari a 2,387483 UA e da un'eccentricità di 0,213112, inclinata di 3,594163° rispetto all'eclittica.